# 克拉斯基夫斯凱
51°44′18″N 30°58′3″E / 51.73833°N 30.96750°E
克拉斯基夫斯凱（羅馬化：Kraskivske）是烏克蘭北部的村莊，隸屬切爾尼希夫州的切爾尼希夫區。該村始建於1472年，面積1.95平方公里，海拔高度144米，2001年人口322。